# 한일 클럽 챔피언십
한일 클럽 챔피언십(韓日-, 영어: KBO-NPB Club Championship, 일본어: 日韓クラブチャンピオンシップ 닛칸 구라부 잔피온싯푸[*])은 대한민국과 일본 프로야구 우승 팀끼리 자웅을 겨루는 국제 대회이다. 2009년에 중화인민공화국과 중화민국(중화 타이베이)가 아시아 시리즈에 불참함에 따라, 규모를 축소하여 제1회 한일 클럽 챔피언십을 대신 개최하였다.
2010년에는 다시 아시아 시리즈를 개최, 처음으로 일본 이외의 국가(중화민국)에서 개최하기로 했었다. 그러나 2010 아시아 시리즈는 또 다시 취소되었으며 2010년 8월 23일 KBO와 NPB는 2010년도 한일 클럽 챔피언십을 개최한다고 발표하였다.

## 역대 대회 결과
| 연도        | 개최지        | 팀                | 점수  | 팀           |
| ----------- | ------------- | ----------------- | ----- | ------------ |
| 2009년 상세 | 일본 나가사키 | 요미우리 자이언츠 | 9 - 3 | KIA 타이거즈 |
| 2010년 상세 | 일본 도쿄     | 지바 롯데 마린스  | 3 - 0 | SK 와이번스  |

## 상금
- 우승 : 2,000만 엔
- 준우승 : 500만 엔

## 같이 보기
- 아시아 프로야구 챔피언십
- 아시아 시리즈
- 아시아 야구 선수권 대회
- 한일 프로야구 슈퍼게임
- 2009년 한국시리즈
- 2009년 일본 시리즈